# François Queyrel
François Queyrel (né en 1956) est un archéologue français, spécialiste de la Grèce antique.

## Biographie
Ancien élève de l'École normale supérieure et agrégé de lettres classiques en 1980, il est membre de l'École française d'Athènes de 1981 à 1985. Il est docteur de l'université Paris-Sorbonne (doctorat de troisième cycle) en 1984 et habilité à diriger des recherches en 1998. 
Il enseigne en classes préparatoires littéraires à Sainte-Marie de Neuilly de 1985 à 1988 puis en histoire ancienne comme maître de conférences à l'université Paris-Sorbonne de 1988 à 1994. En 1994, il est nommé directeur d'études en archéologie grecque à l'École pratique des hautes études.
En collaboration avec Lorenz Baumer, il a conçu un site de comptes rendus sur l'histoire de l'art et archéologie appelé Histara. Il est membre du comité de rédaction de la revue Histoire de l'art.

## Publications

### Ouvrages
- Les sculptures, dans R. Étienne, J.-P. Braun, F. Queyrel, Ténos, I, Le sanctuaire de Poséidon et d'Amphitrite (BEFAR, 263), Paris, École française d'Athènes, Diffusion De Boccard, 1986, p. 267-321, pl. 129-168
- Le décor sculpté, dans E. Will et alii, --Iraq al Amir. Le château du Tobiade Hyrcan-- (Bibliothèque Archéologique et Historique, 132), Paris, 1991 [1992], p. 209-251, pl. C 1-21
- en collaboration avec Anne Queyrel :
  - Lexique d'Histoire et de Civilisation grecques, Paris, Éditions Ellipses, 1996, 256 p. (ISBN 2729896341).
- en collaboration avec Henri Lavagne : 
  - Les moulages de sculptures antiques et l’histoire de l’archéologie. Actes du colloque international (Paris, 24 octobre 1997), Centre de recherches d’histoire et de philologie, II, Hautes études du monde gréco-romain 29, Genève, Droz, 2000
- Les portraits des Attalides : fonction et représentation (Bibliothèque des Écoles françaises d’Athènes et de Rome, fascicule 308), Paris, De Boccard, 2003

prix Mendel de l'Académie des inscriptions et belles-lettres (2004)
- en collaboration avec Élisabeth Décultot et Jacques Le Rider, Le Laocoon, histoire et réception, Revue germanique internationale, 19, janvier 2003
- en collaboration avec Michel Reddé et al, La naissance de la ville dans l’Antiquité, Paris, De Boccard, 2003
- L’Autel de Pergame : images et pouvoir en Grèce d’Asie (Antiqua, 9), Paris, Éditions Picard, 2005

prix Salomon Reinach de l'Académie des inscriptions et belles-lettres (2006),
- Le Parthénon : un monument dans l'Histoire, Paris, Bartillat, 2008  (ISBN 978-2-84100-435-5)
- La sculpture hellénistique. Formes, thèmes et fonctions, éditions A&J Picard,  mars 2016.
- La sculpture hellénistique. Royaumes et cités, éditions Hermann, 2020.

### Articles
- « Sculptures grecques et lieux de mémoire : nouvelles orientations de la recherche », Perspective, 1 | 2012, 71-94 [mis en ligne le 30 décembre 2013, consulté le 31 janvier 2022. URL : http://journals.openedition.org/perspective/544 ; DOI : https://doi.org/10.4000/perspective.544].

## Distinctions
- Élu associé correspondant national de la Société nationale des antiquaires de France en 1993 et membre résidant depuis 2005
- Membre de l'Institute of Advanced Study de l'université de Princeton (School for Historical Studies), de janvier à avril 1999
- Membre correspondant de l'Institut archéologique allemand depuis 2004
- Membre associé de l'Académie des sciences morales, des lettres et des arts de Versailles et d'Île-de-France depuis 2015[5]